# Kenton Vale (Kentucky)
Kenton Vale es una ciudad ubicada en el condado de Kenton en el estado estadounidense de Kentucky. En el Censo de 2010 tenía una población de 110 habitantes y una densidad poblacional de 801,34 personas por km².

## Geografía
Kenton Vale se encuentra ubicada en las coordenadas 39°3′5″N 84°31′12″O / 39.05139, -84.52000. Según la Oficina del Censo de los Estados Unidos, Kenton Vale tiene una superficie total de 0.14 km², de la cual 0.14 km² corresponden a tierra firme y (0%) 0 km² es agua.

## Demografía
Según el censo de 2010, había 110 personas residiendo en Kenton Vale. La densidad de población era de 801,34 hab./km². De los 110 habitantes, Kenton Vale estaba compuesto por el 92.73% blancos, el 0% eran afroamericanos, el 0.91% eran amerindios, el 0% eran asiáticos, el 0% eran isleños del Pacífico, el 5.45% eran de otras razas y el 0.91% pertenecían a dos o más razas. Del total de la población el 7.27% eran hispanos o latinos de cualquier raza.